# Molly Sims
Molly Sims (Murray, 25 mei 1973) is een Amerikaans model en actrice. Ze maakte in 2002 haar film- en acteerdebuut als een gewonde, niet bij naam genoemde vrouw in de komedie Frank McKlusky, C.I.. Behalve in films, heeft Sims ook rollen in televisieseries. Die als Delinda Deline in Las Vegas is daarvan de omvangrijkste. Ze verscheen eenmalig in afleveringen van onder meer The Twilight Zone en Medical Examiners (eveneens als Delinda Deline).
Sims groeide op in Murray en bezocht twee jaar de Vanderbilt University, maar ging daar weg in 1993 om als model te gaan werken. Nadat ze voor diverse bladen poseerde, kwam ze als actrice terecht bij de televisieserie Las Vegas, als de dochter van casinobaas Ed Deline (James Caan).
Sims trouwde op 24 september 2011 met filmproducent Scott Stuber, met wie ze twee zoons (2012, 2017) en een dochter (2015) kreeg.

## Filmografie
*Exclusief televisiefilms
- Chez Upshaw (2013)
- Venus & Vegas (2010)
- Fired Up! (2009)
- Yes Man (2008)
- The Benchwarmers (2006)
- Starsky & Hutch (2004)
- Frank McKlusky, C.I. (2002)

## Televisieseries
*Exclusief eenmalige gastrollen
- Las Vegas - Delinda Deline (2003-2008, 106 afleveringen)